# Iva Prandsjeva
Iva Prandsjeva (bulgariska: Ива Пҏанджева) , född den 15 februari 1972 i Plovdiv, är en bulgarisk före detta friidrottare som tävlade i tresteg och längdhopp.
Prandsjevas genombrott kom när hon 1990 blev världsmästare i längdhopp för juniorer. Hon deltog vid VM 1993 i tresteg och blev trea. Hennes främsta merit kom två år senare vid VM i Göteborg. Hon hoppade då 15,18 vilket var längre än det dåvarande världsrekordet som Anna Birjukova hade på 15,09. Men i samma tävling hoppade Inessa Kravets 15,50 meter och vann både guldet och slog världsrekordet.
Vid Olympiska sommarspelen 1996 slutade hon ursprungligen fyra men blev senare diskvalificerad för dopning. Hon var tillbaka till inomhus-VM 1999 då hon blev medaljör både i längdhopp och tresteg. Hon slutade sin aktiva karriär under 2000.

## Personliga rekord
- Längdhopp - 6,88 meter (inomhus 6,90 meter)
- Tresteg - 15,18 meter